# Tami Sagher
Tami Sagher es una escritora, productora y actriz de comedia estadounidense.

## Biografía
Originaria de Chicago, estudió matemáticas en la Universidad de Chicago antes de unirse a Boom Chicago y luego a Second City.

## Carrera

### TV
Sagher ha escrito para los programas de televisión 30 Rock, Psych, MADtv e Inside Amy Schumer. Fue redactora de la comedia de CBS Cómo conocí a vuestra madre y se fue antes de la última temporada del programa.
Luego, Sagher pasó dos temporadas como escritor y productor de la serie de Netflix Orange is the New Black. De 2020 a 2021, Sagher fue escritor y productor ejecutivo de la serie Shrill de Hulu.

### Radio Pública Nacional
Además, ha contribuido en This American Life.

### Actuación
Su actuación incluye interpretar a una intérprete de improvisación en Don't Think Twice, protagonizando el cortometraje The Shabbos Goy, así como varias apariciones en comedias de televisión y programas de sketches. En particular, apareció en la temporada 5 de Curb Your Enthusiasm.

## Honores
Sagher ha sido nominada a 4 premios Writers Guild of America:
- Tres para MADtv;
- One (2008 en la categoría de Mejor Serie de Comedia) por la tercera temporada de 30 Rock.[5]